# Американський інститут графічних мистецтв
Американський інститут графічних мистецтв ( АІГМ ) професійна організація з дизайну . Його члени практикують усі форми комунікаційного дизайну, включаючи графічний дизайн, типографіку, дизайн взаємодії, досвід користувачів, брендинг та ідентичність. Мета організації — бути джерелом знань з професійної етики та практики для дизайнера. Зараз у Сполучених Штатах понад 25 000 учасників навчального процесу і 72 відділи, а також більше 200 студентських груп.  У 2005 році AIGA змінила назву на «AIGA, професійна асоціація дизайну», відмовившись від приставки «Американського інституту графічного мистецтва», підкреслюючи відкритість до всіх дисциплін дизайну.
У 1911 році Фредерік Гауді, Альфред Штігліц і В. А. Двігінс задумали створення організації яка могла б об'єднати людей що захоплюються комунікаційним дизайном.  У 1913 році президент Національного клубу мистецтв Джон Г. Агар оголосив про створення АІГМ під час восьмої щорічної виставки «Книги року». Національний клуб мистецтв доклався до формування АІГМ, вони допомогли сформувати комітет для планування організації.  До комітету увійшли Чарльз Декей і Вільям Б. Хауленд, і в 1914 році офіційно створено Американський інститут графічного мистецтва.  Хоуленд, видавець і редактор The Outlook, був обраний президентом.  Метою організації було сприяти покращенню графічного дизайну через мережу місцевих представництв по всій країні. 
У 1920 році AIGA стала нагороджувати медалями «осіб, які  зробили внески в інновації в дизайні». Переможці нагороджувалися в категоріях: дизайн, викладання, лідерство в професії. Деяких лауреатів нагороджували посмертно. 
У 1982 ,було створено "The New York Chapter" і організація почала відкривати місцеві відділення для децентралізації керівництва. 

## Знако-символовий проект
АІГМ у співпраці з Міністерством транспорту США розробила 50 знаків-символів для використання на знаках «в аеропортах та інших місцях використання транспорту». Перші 34 символи були опубліковані в 1974 році, отримавши Президентську нагороду за дизайн . Решта 16 дизайнів були додані в 1979 році. 

## Щорічні змагання
У 2012 році АІГМ створила конкурс що замінив всі попередні змагання «Cased»  (раніше називався «Justified»  ). Мета конкурсу — продемонструвати «колективний успіх і вплив професії дизайнера шляхом відзначення кращих сучасних дизайнерів через дослідження». 

### 50 книг/50 обкладинок
З 1941 по 2011 рік АІГМ спонсорувала конкурс журі на 50 найкраще оформлених книг, виданих за минулий рік «50 книг/50 обкладинок». До жюрі входили продавці книг, видавці і дизайнери, такі як Джордж Солтер . 
17 лютого 2012 року АІГМ оголосила, що припиняє організацію конкурсів. В майбутньому конкурси буде організовувати Design Observer .  Цей крок піддався критиці. 

### 365
365 був щорічним конкурсом дизайну для всього суспільства  графічного дизайну.  Останній оригінальний конкурс «365» був проведений у 2011 році , після його замінили на «Cased». З 2022 року, АІГМ знову представила 365: АІГМ Year in Design 